# Herman Teunissen
Hermanus Gerardus Maria Teunissen (Oss, 16 oktober 1914 - Nijmegen, 3 januari 1992) was een Nederlands arts en entomoloog.

## Biografie
Teunissen studeerde medicijnen aan de universiteit van Leiden. Hij studeerde af in 1938, en werd bij de mobilisatie overgeplaatst naar Limburg. Daar moest hij tijdens de bezetting geallieerde soldaten opereren. Na de oorlog had hij een praktijk in Berghem.
Hij was aanvankelijk geïnteresseerd in archeologie en bouwde een belangrijke verzameling artefacten op uit Limburg en Brabant, die nu in het Rijksmuseum van Oudheden te Leiden is. Later wijdde hij zijn vrije tijd aan de studie van Hymenoptera. Hij kon hierbij samenwerken met zijn broer, priester J. Teunissen, die ook geïnteresseerd was in de entomologie. Die stelde in 1972 het tweede deel van Teunissens "Naamlijst van Nederlandse sluipwespen (Fam. Ichneumonidae)" samen; door zijn drukke beroepsleven had Herman Teunissen na 1955 te weinig tijd voor de entomologie.
Na zijn pensionering wendde hij zich tot de studie van zandbijen (Andrena) en Osmiini. Hij maakte hiervoor verscheidene expedities naar Zuid-Europa, Turkije en Marokko. Hij werd aangesteld als "wetenschappelijk medewerker buiten bezwaar van 's Rijks Schatkist" aan het Nationaal Natuurhistorisch Museum.
Teunissen is de wetenschappelijke auteur van verscheidene soorten, waaronder de sluipwespen  Hypamblys dejongi, Syndipnus lindemansi en Polyblastus tuberculatus.